# Списак застава Немачке
Ово је списак застава које су се током историје користиле у Немачкој. За тренутну немачку заставу посетите страницу Немачке заставе.

## Државне заставе
| Застава | Период употребе | Употреба                                                                                        | Опис |
| ------- | --------------- | ----------------------------------------------------------------------------------------------- | --- |
|         | 1949–           | Државна и трговачка застава                                                                     | Тробојна застава, подељена хоризонтално на три једнака поља. Горње поље је црне, средње црвене, а доње жуте боје. |
|         | 1950–           | Државна, поморска и ратна застава. Могу је користити само државне службе.                       | Државна застава са грбом у средини                                                                                |
|         |                 | Државна застава, са грбом у средини. Незванична верзија која се може користити у приватне сврхе | |
|         | 1996–           | Висећа државна застава                                                                          | |
|         | 1996–           | Висећа државна застава са грбом                                                                 | |

## Стандарта председника
| Застава | Период употребе | Употреба                      | Опис                           |
| ------- | --------------- | ----------------------------- | ------------------------------ |
|         | 1950–           | Стандарта председника Немачке | Стандарта садржи елементе грба |

## Државне и војне заставе
| Застава | Период употребе | Употреба                           | Опис                                            |
| ------- | --------------- | ---------------------------------- | ----------------------------------------------- |
|         | 1956–           | Војни знак Немачке морнарице       | Државна верзија заставе са ластавичиним репом   |
|         | 1957–           | Стандарта начелника Бундесвера     |                                                 |
|         | 1964–           | Војничка застава Бундесвера        |                                                 |
|         | 1950–1994       | Застава немачке поште              |                                                 |
|         | 1950–1994       | Застава немачког министра поште    |                                                 |
|         | 1950–1994       | Застава председника немачких пошта | Верзија поштанске заставе са ластавичиним репом |
|         | 1950–1994       | Застава немачког секретара поште   |                                                 |

## Цивилне заставе
| Застава | Период употребе | Употреба                               | Опис |
| ------- | --------------- | -------------------------------------- | ---- |
|         |                 | Застава Баден-Виртемберга              |      |
|         |                 | Застава Баварске                       |      |
|         |                 | Застава Баварске (верзија)             |      |
|         |                 | Застава Берлина                        |      |
|         |                 | Застава Бранденбурга                   |      |
|         |                 | Застава Бремена                        |      |
|         |                 | Застава Бремена са средњим грбом       |      |
|         |                 | Застава Бремена са грбом               |      |
|         |                 | Застава Хамбурга                       |      |
|         |                 | Застава Хесена                         |      |
|         |                 | Застава Доње Саксоније                 |      |
|         |                 | Застава Мекленбурга-Западне Помераније |      |
|         |                 | Застава Северне Рајне-Вестфалије       |      |
|         |                 | Застава Рајне-Палатината               |      |
|         |                 | Застава Сарланда                       |      |
|         |                 | Застава Саксоније                      |      |
|         |                 | Застава Саксоније-Анхалта              |      |
|         |                 | Застава Шлезвиг-Холштајна              |      |
|         |                 | Застава Тирингије                      |      |

### Заставе државних служби
| Застава | Период употребе | Употреба                                                    | Опис |
| ------- | --------------- | ----------------------------------------------------------- | ---- |
|         |                 | Мања застава државне службе Баден-Виртемберга               |      |
|         |                 | Већа застава државне службе Баден-Виртемберга               |      |
|         |                 | Застава државне службе Баварске                             |      |
|         |                 | Друга верзија заставе државне службе Баварске               |      |
|         | 1954–2007       | Застава државне службе Берлина                              |      |
|         |                 | Застава државне службе Бранденбурга                         |      |
|         |                 | Застава државне службе Бремена са мањим грбом               |      |
|         |                 | Застава државне службе Баварске са грбом                    |      |
|         |                 | Застава државне службе Хамбурга                             |      |
|         |                 | Адмиралска застава Хамбурга (користе је бродови)            |      |
|         |                 | Застава државне службе Хесеа                                |      |
|         |                 | Застава државне службе Доње Саксоније (користи се на копну) |      |
|         |                 | Ознака државних служби Доње Саксоније (користи се на мору)  |      |
|         |                 | Застава државне службе Мекленбурга-Западне Помераније       |      |
|         |                 | Застава државне службе Северне Рајне-Вестфалије             |      |
|         |                 | Застава државне службе Рајне Палатинат                      |      |
|         |                 | Застава државне службе Сарланда                             |      |
|         |                 | Застава државне слубе Саксоније                             |      |
|         |                 | Застава државне службе Саксоније-Анхалт                     |      |
|         |                 | Застава државне службе Шлезвиг-Холштајна                    |      |
|         |                 | Застава државне службе Тирингије                            |      |

## Историјске заставе
Немачка конфедерација (1815–1866)
| Застава | Период употребе | Употреба                                        | Опис                                   |
| ------- | --------------- | ----------------------------------------------- | -------------------------------------- |
|         | 1848–1867       | Застава Јужних држава током Аустро-Пруског рата | Такође застава немачке империје (1849) |
|         | 1848–1852       | Војна ознака                                    |                                        |

Севернонемачка конфедерација (1866–1871)
| Застава | Период употребе | Употреба                    | Опис |
| ------- | --------------- | --------------------------- | --- |
|         | 1867–1871       | Државна и трговачка застава | Тробојна застава, подељена хоризонтално на три једнака поља. Горње поље је црне, средње беле, а доње црвене боје. |
|         | 1867–1871       | Ратна застава               | |
|         | 1867–1871       | Морнаричка ознака           | |

Немачко царство (1871–1918)
| Застава | Период употребе  | Употреба                              | Опис |
| ------- | ---------------- | ------------------------------------- | ---- |
|         | 1871–1918        | Државна и трговачка застава           |      |
|         | 1896–1918        | Трговачка застава са Гвозденим крстом |      |
|         | 1871–1892        | Морнаричка ознака                     |      |
|         | 1892–1903        | Ратна застава Рајха                   |      |
|         | 1903–1918 (1921) | Ратна застава Рајха                   |      |
|         | 1871–1903        | Морнаричка ознака                     |      |
|         | 1903–1918 (1921) | Морнаричка ознака                     |      |

Стандарте владарске породице
| Застава | Период употребе | Употреба                                                           | Опис |
| ------- | --------------- | ------------------------------------------------------------------ | ---- |
|         | 1871            | Стандарта Вилхелма I Немачког                                      |      |
|         | 1871–1888       | Стандарта Немачког владара (Вилхелм I Немачки, Вилхелм II Немачки) |      |
|         | 1888–1918       | Стандарта Немачког владара                                         |      |
|         | 1871–1901       | Стандарта владарки Августе и Викторије                             |      |
|         | 1888–1918       | Стандарта владарке Августе Викторије од Швелзиг-Хостена            |      |
|         | 1871–1888       | Стандарта крунисаног принца                                        |      |
|         | 1888–1918       | Стандарта крунисаног принца                                        |      |

Вајмарска Република (1919–1933)
| Застава | Период употребе | Употреба                                                         | Опис |
| ------- | --------------- | ---------------------------------------------------------------- | --- |
|         | 1919–1933       | Државна застава                                                  | |
|         | 1921–1933       | Национална застава                                               | |
|         | 1919–1933       | Трговачка застава                                                | |
|         | 1921–1933       | Трговачка застава са гвозденим крстом                            | |
|         | 1921–1926       | Национална ознака                                                | |
|         | 1926–1933       | Национална ознака                                                | |
|         | 1919–1921       | Ратна застава Рајха                                              | |
|         | 1921–1933       | Ратна застава Рајха                                              | |
|         | 1921–1933       | Морнаричка ознака                                                | |
|         | 1921–1926       | Стандарта председника                                            | |
|         | 1926–1933       | Стандарта председника                                            | |
|         | 1919–1921       | Застава председника                                              | |
|         | 1919–1921       | Застава министра одбране                                         | |
|         | 1921–1933       | Застава министра одбране                                         | |
|         | 1924–1933       | Раих ознака црно-црвено-жуто - незванична паравојна организација | То је била незванична републиканска паравојна организација коју су водиле демократе, либерали и чланови Партије Католичког Центра. Њихов циљ је био да бране Вајмарску републику од национал-социјалсита, комуниста и монархиста. |

Нацистичка Немачка (1933–1945)
| Застава | Период употребе               | Употреба                                                                                  | Опис                                                                           |
| ------- | ----------------------------- | ----------------------------------------------------------------------------------------- | ------------------------------------------------------------------------------ |
|         | 1933–1935 1933−1935 1920−1945 | Државна застава Трговачка застава Застава Националсоцијалистичке немачке радничке партије | Црвено поље, са белим кругом у центру у коме се налази црна Свастика           |
|         | 1935–1945                     | Државна застава Морнаричка ознака;                                                        | Слична првој застави, само што су бели круг и свастика мало померени са центра |
|         | 1933–1935                     | Државна и трговачка застава                                                               | Хоризонтална тробојка - Црно, бело, и црвено (одозго надоле)                   |
|         | 1933–1945                     | Немачка ознака                                                                            | Ознаке су биле различитих величина и постављане су на зграде                   |
|         | 1933–1935                     | Трговачка застава са Гвозденим крстом                                                     |                                                                                |
|         | 1933–1935                     | Ратна застава Рајха и морнаричка ознака                                                   |                                                                                |
|         | 1935–1945                     | Трговачка застава са Гвозденим крстом                                                     |                                                                                |
|         | 1935–1938                     | Ратна застава Рајха                                                                       |                                                                                |
|         | 1938–1945                     | Ратна застава Рајха                                                                       |                                                                                |
|         | 1933                          | Застава државне службе Рајха Вермахта                                                     |                                                                                |
|         | 1933–1935                     | Застава државне службе Рајха                                                              |                                                                                |
|         | 1935–1945                     | Застава државне службе Рајха                                                              |                                                                                |
|         | 1933–1935 (де факто до 1934)  | Стандарта председника                                                                     |                                                                                |
|         | 1935–1945                     | Стандарта Адолфа Хитлера                                                                  |                                                                                |
|         | 1933–1935                     | Застава министра одбране                                                                  |                                                                                |
|         | 1935–1938                     | Застава команданта Вермахта (функција касније замењена министром одбране)                 |                                                                                |
|         | 1935–1945                     | Застава СС-а                                                                              |                                                                                |
|         | 1936–1945                     | Застава Полиције Трећег рајха                                                             |                                                                                |

## Савет Савезничке контроле
| Застава | Период употребе | Употреба       | Опис |
| ------- | --------------- | -------------- | ---- |
|         | 1946–1950       | Цивилна ознака |      |

Источна Немачка (1949–1990)
| Застава | Период употребе | Употреба                                              | Опис |
| ------- | --------------- | ----------------------------------------------------- | --- |
|         | 1949–1959       | Државна застава                                       | |
|         | 1959–1990       | Државна застава 1959–1990 Трговачка застава 1973–1990 | Тробојка, водоравно подељена на црно, црвено и жуто поље (иста као и застава Западне Немачке), али има грб Источне Немачке који се састоји од углометра и чекића, оивичених житом |
|         | 1959–1973       | Трговачка застава                                     | |
|         | 1955–1973       | Застава поште Источне Немачке                         | |
|         | 1975–1990       | Застава поште Источне Немачке                         | |
|         | 1955–1990       | Стандарта Председника                                 | |
|         | 1960–1990       | Стандарта председника Државног савета                 | |
|         | 1960–1990       | Застава Националне народне армије                     | |
|         | 1960–1990       | Боје регимената                                       | |
|         | 1960–1990       | Морнаричка ознака                                     | |
|         | 1962–1990       | Застава бродова граничне службе                       | |